# Dijamanti (album)
Dijamanti je šesti samostalni album hrvatskog glazbenika Jasmina Stavrosa koji je izašao 1995. u izdanju diskografske kuće ZG ZOE. Album je pop žanra.

## Popis pjesama
1. Dijamanti (Tonči Huljić - Vjekoslava Huljić)
2. Mamuran (europska verzija)
3. Zauvijek
4. Ne želim nikoga
5. Plavo me more budilo
6. Adios Amerika
7. Da te nema
8. Mjesec dana zatvora
9. Kada legnem ja
10. Ne mogu živjeti bez nje
11. Mamuran (američka verzija)
12. Mamuran (dance verzija)

Pjesma Adios Amerika bila je na Melodijama hrvatskog Jadrana 1994. godine.

## Vanjske poveznice
- Diskografija
- CroArt